# Wisin
Juan Luis Morera Luna (Cayey, 19 de dezembro de 1978), mais conhecido pelo nome artístico Wisin, é um cantor, compositor e produtor portoriquenho de gêneros como reggaeton, hip hop e pop latino.
Faz parte da dupla Wisin & Yandel.

## Vida pessoal
Wisin casou-se com Yomaira Ortiz Feliciano e o casal tem dois filhos, uma menina e um menino, chamados respectivamente por Yelena e Dylan.

## Discografia

### Como solista
Álbuns de estúdio
- 2004: El sobreviviente
- 2014: El regreso del sobreviviente
- 2015: Los vaqueros 3: La trilogía
- 2017: Victory

### ComWisin & Yandel
- 2000: Los Reyes Del Nuevo Milenio
- 2002: De Otra Manera
- 2003: Mi Vida... My Life
- 2005: Pa'l Mundo
- 2006: Los Vaqueros
- 2007: Los Extraterrestres
- 2009: La Revolucion
- 2011: Los Vaqueros: El Regreso
- 2012: Los Lideres
- 2018: Los Campeones del Pueblo

Singles
- 2004: "Esta noche hay pelea"
- 2004: "La gitana"
- 2004: "Saoco" (com Daddy Yankee)
- 2013: "Sistema" (com Jory Boy)
- 2013: "Que viva la vida"
- 2014: "Adrenalina" (com Jennifer Lopez e Ricky Martin)
- 2014: "Control" (com Pitbull e Chris Brown)
- 2014: "Yo quiero contigo (Imagínate)"
- 2014: "Poder" (com Farruko)
- 2015: "Yo quiero contigo (Imagínate) (Remix)"  (com Plan B)
- 2015: "Nota de amor"  (com Carlos Vives e Daddy Yankee)
- 2015: "Pikete"   (com Plan B)
- 2017: "Escapate Conmigo" (Com Ozuna)
- 2017: "Dulce" (Com Leslie Grace)
- 2017: "Move Your Body" (Com Timbaland e Bad Bunny)
- 2018: "Todo Comienza En La Disco" (Com Yandel e Daddy Yankee)
- 2018: "Quisiera Alejarme" (Com Ozuna)

Participações
- 2015: "Rumba" (com Anahí)[4][5][6][7]
- 2016: "Duele el corazón" (com Enrique Iglesias)